# Lubliniec Nowy (gromada)
Lubliniec Nowy (od 1968 Nowy Lubliniec) – dawna gromada, czyli najmniejsza jednostka podziału terytorialnego Polskiej Rzeczypospolitej Ludowej w latach 1954–1972.
Gromady, z gromadzkimi radami narodowymi (GRN) jako organami władzy najniższego stopnia na wsi, funkcjonowały od reformy reorganizującej administrację wiejską przeprowadzonej jesienią 1954 do momentu ich zniesienia z dniem 1 stycznia 1973, tym samym wypierając organizację gminną w latach 1954–1972.
Gromadę Lubliniec Nowy z siedzibą GRN w Lublińcu Nowym (od 1968 pod nazwą Nowy Lubliniec) utworzono – jako jedną z 8759 gromad na obszarze Polski – w powiecie lubaczowskim w woj. rzeszowskim na mocy uchwały nr 26/54 WRN w Rzeszowie z dnia 5 października 1954. W skład jednostki weszły obszary dotychczasowych gromad Lubliniec Nowy i Lubliniec Stary ze zniesionej gminy Cieszanów oraz obszary dotychczasowych gromad Żuków i Kowalówka ze zniesionej gminy Płazów w tymże powiecie. Dla gromady ustalono 12 członków gromadzkiej rady narodowej.
14 lutego 1968 nazwę Lubliniec Nowy zmieniono na Nowy Lubliniec.
Gromada przetrwała do końca 1972 roku, czyli do kolejnej reformy gminnej.